# Rue Jean-Oestreicher
Pour les articles homonymes, voir Oestreich.
La rue Jean-Oestreicher est une voie du 17e arrondissement de Paris, en France.

## Situation et accès
La rue Jean-Oestreicher est une voie publique située dans le 17e arrondissement de Paris. Elle débute au 5, rue du Caporal-Peugeot et se termine au 6, avenue de la Porte-de-Champerret.
Elle donne notamment accès au jardin Lily-Laskine et à l'espace Champerret.

## Origine du nom

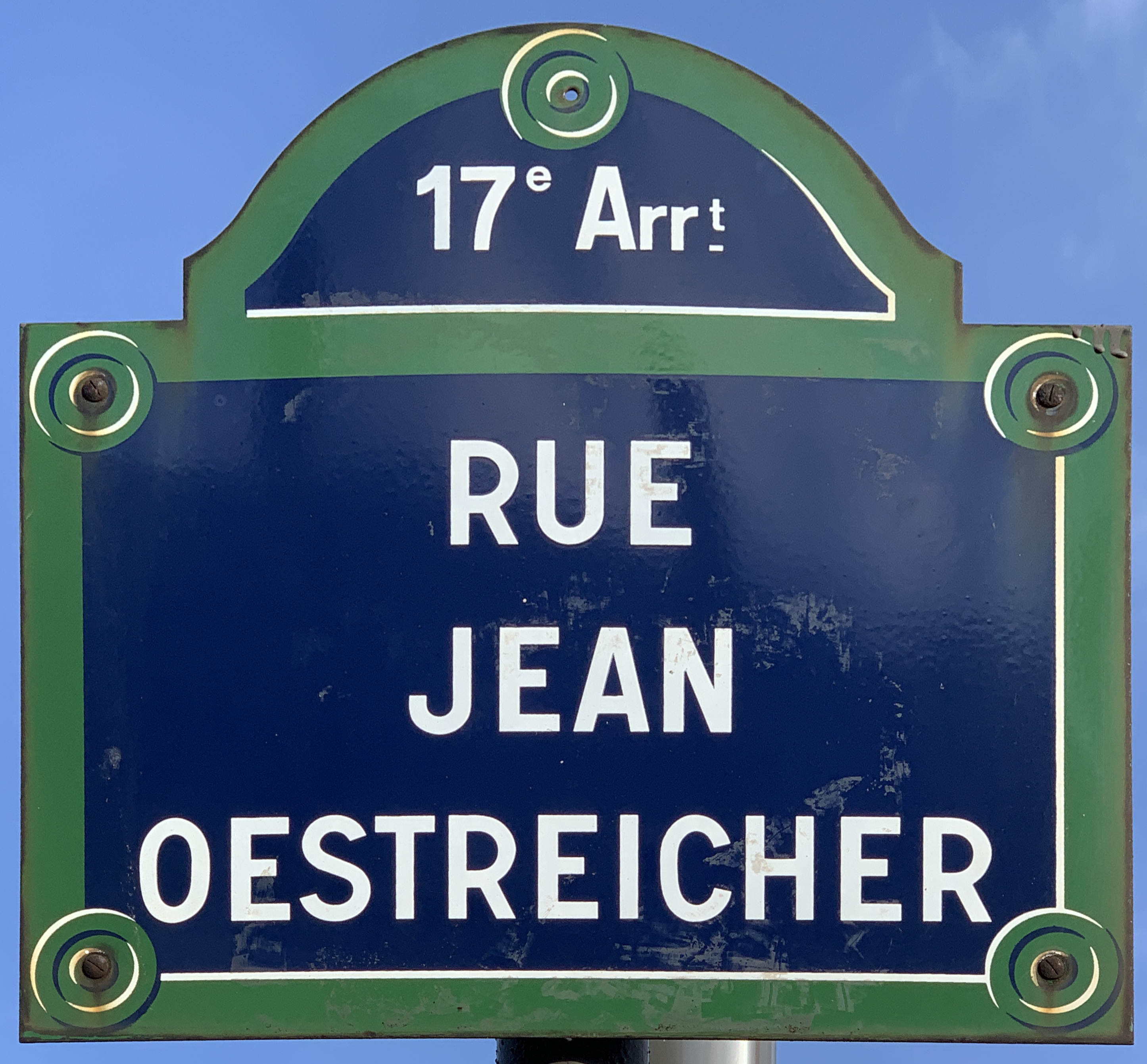
Plaque de la rue.

Elle porte le nom de l'avocat à la Cour d'appel de Paris et résistant français Jean Oestreicher (1913-1944).
Né le 13 mars 1913 à Paris 20e et mort le 20 août 1944 pendant la libération de Paris, il est cité à l'ordre de la Nation, à titre posthume, le 13 août 1948 et déclaré mort pour la France le 18 octobre 1951.

## Historique
Lors de sa création, cette voie a été provisoirement dénommée « voie AA/17 », avant de prendre le nom de « rue Pablo-Casals » en l'honneur du violoncelliste, chef d'orchestre et compositeur espagnol Pablo Casals, pour enfin recevoir sa dénomination actuelle par un arrêté municipal du 18 novembre 1985.